# Копчиковая железа

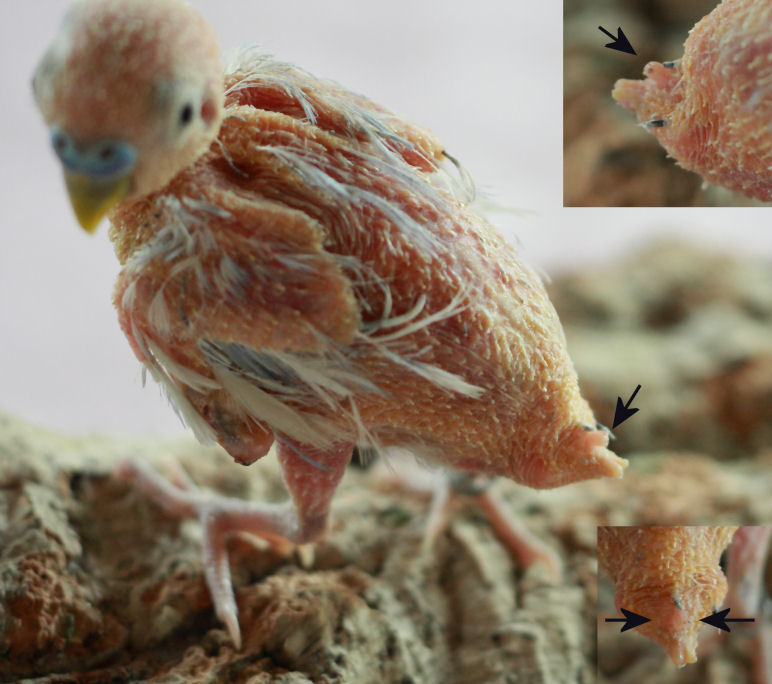
Копчиковая железа

Копчиковая железа, или надхвостная железа (лат. glandula uropygialis, glandula uropygii), — единственная крупная кожная железа птиц. Расположена на верхней стороне хвоста. Выделяет наружу маслянистый секрет, который птица размазывает клювом по оперению для ухода за ним.
Копчиковая железа была впервые упомянута в литературе Фридрихом II в XIII веке в книге «Искусство охоты с птицами», а её первое подробное описание дал, вероятно, Жорж Кювье в 1803 году. Наиболее интенсивные анатомические исследования железы относятся к концу XIX — началу XX века.

## Описание
Копчиковая железа почти всегда состоит из 2 долей (но у удода — из 3, а у обыкновенного козодоя — из 1). Над ней расположен выступ (сосочек), где открываются её протоки (обычно 2, иногда 1—5). Относится к голокриновым железам.
Копчиковая железа особенно хорошо развита у птиц, ведущих водный образ жизни (плавающих и ныряющих). Отсутствует у страусовых, у некоторых попугаев, голубей, дроф и ряда других птиц. Функцию этой железы у этих пернатых выполняют перья особого строения, растущие на определённых участках тела (эти органы называются «пудретки»). Растущие там перья постоянно обламываются, образуя мелкий порошок, которым птицы смазывают оперение, предотвращая его слипание и намокание.
Размер копчиковой железы может сильно зависеть от времени года и пола птицы; есть и большая индивидуальная изменчивость. На её состояние влияют гормоны.
У животных других классов этой железы нет; её предшественника у рептилий не найдено. Сходство копчиковой железы разных птиц указывает на то, что она появилась в их эволюции лишь однажды. Её потеря у некоторых представителей, видимо, вторична.

## Функции
Секрет железы маслянистый и служит для смазки перьев, предохраняя их от намокания и сохраняя эластичность. По некоторым данным, он подавляет развитие разрушающих перья бактерий и грибков.
У некоторых птиц (кур, уток и др.) в секрете копчиковой железы есть эргостерин (провитамин D), который под воздействием солнечного света превращается в витамин D. При очистке перьев птицы его заглатывают. У некоторых видов секрет этой железы способствует сохранению рогового чехла клюва.
Кроме того, секрет копчиковой железы — основной источник запаха птиц. Некоторые данные указывают на то, что он играет роль в коммуникации особей. У ряда птиц, например, у удода, он имеет сильный неприятный запах, вероятно, защищающий от хищников.